# 雙極神經元
双极神经元（英語：bipolar neuron）自细胞体两端各发出一个突起（树突和轴突），分别至感覺受器（周围突）或进入神经中枢（中枢突），如视网膜双极细胞，前庭耳蝸神經内的螺旋神經節和前庭神經節。